# Cone-in-cone-Struktur
Cone-in-cone-Strukturen sind sekundäre Sedimentstrukturen, die im Verlauf der Diagenese gebildet werden. Sie bestehen aus miteinander und ineinander verschachtelten konzentrischen Kegeln aus fibrösem Calcit, seltener auch aus Gips, Siderit oder Pyrit. Die ineinander gesetzten Kegel kehren sich lagenweise die Spitzen zu und stehen oft zueinander verschränkt. Zur Erklärung ihrer Entstehung gibt es viele theoretische Ansätze, wobei ein Verdrängungsmechanismus durch Neukristallisation, deren Zeitpunkt jedoch nach wie vor umstritten ist, am wahrscheinlichsten sein dürfte.

## Geschichte

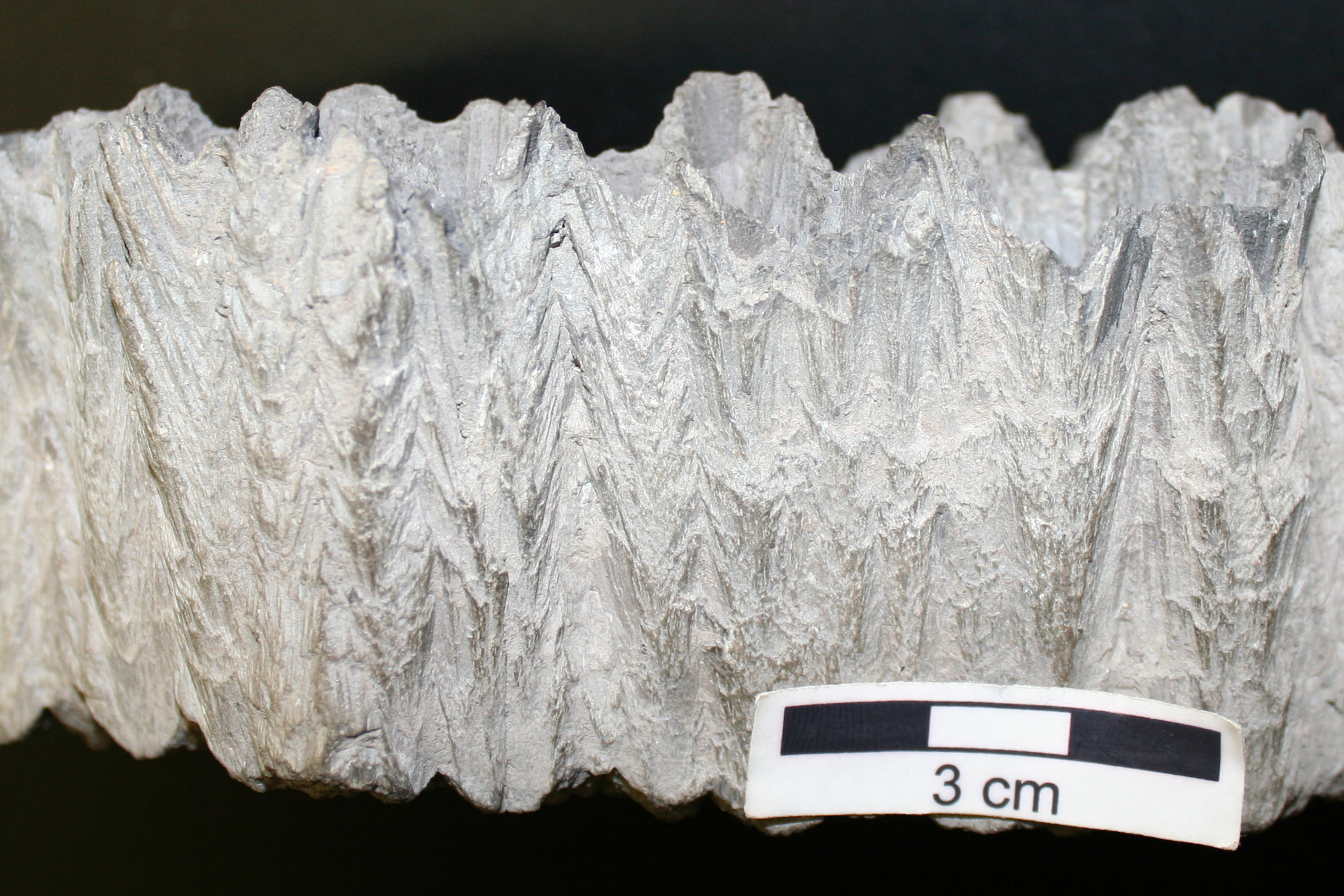
Cone-in-cone-Struktur in Kalk

Cone-in-cone-Strukturen, abgeleitet vom Englischen cone für Kegel (wörtlich Kegel im Kegel), sind seit der Studie von D. Ure (1793) bekannt. Der wissenschaftliche Begriff wurde wahrscheinlich von William Lonsdale erstmals im Jahr 1832 benutzt und war spätestens 1860 unter Henry Clifton Sorby in Gebrauch.
Bereits seit frühester Zeit wird versucht, die Entstehung von Cone-in-cone-Strukturen zu enträtseln. Bis zu Beginn des 19. Jahrhunderts wurden die Strukturen sogar noch als Fossilienart angesehen (Cophinus dubius). Eine der sehr frühen anorganischen Erklärungen stimmte dabei seltsamerweise mit dem jetzt akzeptierten Verdrängungsmodell überein. In Shaub (1937) wurden die bis dahin gängigen Modelle vorgestellt.
Damals vorherrschend war die Ansicht, dass Cone-in-cone-Strukturen durch Volumenreduzierung (Schrumpfung) entstanden waren – ein sehr langsam ablaufender Prozess, der unter Wasserauspressung im schlecht gepackten, unverfestigten, wassergesättigten Sediment erfolgte.
Shaub schlug seinerseits vor, dass sich teilweise entwickelte Kegeloberflächen auch ganz automatisch durch den Überlastdruck des auflagernden Sediments einstellen, solange nur eine seitwärtige Druckentlastung gewährleistet ist. Shaub gab überdies zu bedenken, dass die Erklärungsmodelle seiner Zeit nicht ausreichend waren und bezweifelte außerdem die Effizienz des Kristallisationsdrucks beim Wachstum der Strukturen, womit er das heute akzeptierte Verdrängungsmodell in Frage stellte.

## Beschreibung und Vorkommen

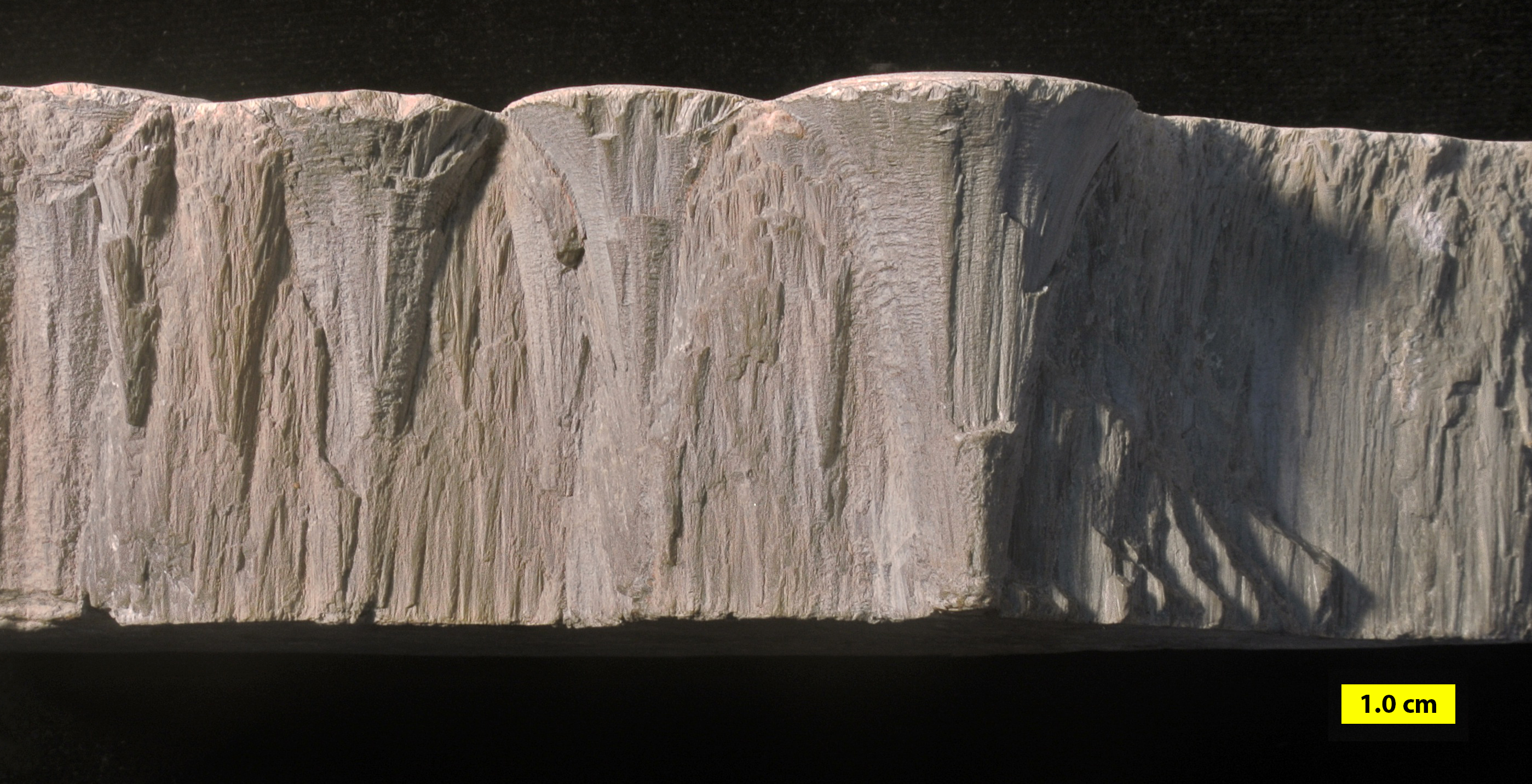
Cone-in-cone-Strukturen in Kalk

Cone-in-cone-Strukturen sind mit ihrer verschachtelten Kegelanordnung eigentlich ziemlich unverwechselbar. Die Zusammensetzung der Kegel ist variabel und hängt von ihrem Bildungsmilieu ab. Die große Mehrheit der Cone-in-cone-Strukturen wird aus Calcit aufgebaut, wobei die individuellen Kegel aus Calcit durch feine Tonlagen voneinander getrennt werden. Seltener sind Kegel aus Aragonit, Gips, Ankerit, Siderit, Sideroplesit, Pistomesit oder Pyrit. Das Kegelinnere besteht meist aus langen Karbonatfasern (Aragonit bzw. Calcit) oder undulösen Einzelkristallen, deren c-Achse praktisch mit der Kegelachse zusammenfällt und in etwa senkrecht zur Schichtung steht. Als Karbonatquelle dürfte der im Mergel feinverteilte Kalk gedient haben. Oft trägt der Kegelmantel auch eine feingestufte Querrunzelung (Englisch cone step) und gelegentlich tritt das Kegelinnere nagelkopfähnlich heraus (daher die Bezeichnung Nagelkalke).
Cone-in-cone-Strukturen sind meist in Lagen oder Linsen angeordnet, deren Mächtigkeit zwischen 1 und 15 Zentimeter (selten bis 50 Zentimeter) variieren kann. Die Lagen gehen meist von Kalkpartien wie beispielsweise Schilllagen aus und öffnen sich von diesen gegen das Nebengestein. Die Kegel selber erreichen Höhen von mehreren Millimetern bis (selten) 20 Zentimeter. Der Öffnungswinkel der Kegel schwankt zwischen 15 und 120°, wobei die individuellen Kegel in Sandsteinen flacher ausfallen (70 bis 120°) als in Mergeln (15 bis 70°). Cone-in-cone-Strukturen können sich aber auch um Konkretionen legen, wobei die Kegelspitzen in Richtung Konkretion zeigen.
Cone-in-cone-Strukturen treten weltweit vorwiegend in Kalken und Mergeln auf, so beispielsweise in den nach ihnen benannten Nagelkalken und Tutenmergeln. Ferner in calcitisch zementierten Sandsteinen oder auch als Kalklagen im Schieferton. In Dedolomiten (entcalcitisierten Dolomiten) sind sie selten. Gelegentlich erscheinen sie sogar in Kohlen. Die Strukturen sind ab dem Beginn des Mesoproterozoikums (Riphäum bzw. Calymmium) bekannt. In manchen Lagen des Phanerozoikums treten sie derart gehäuft auf, dass sie stratigraphisch zu Korrelationszwecken Verwendung finden.

## Verwechslungsgefahr

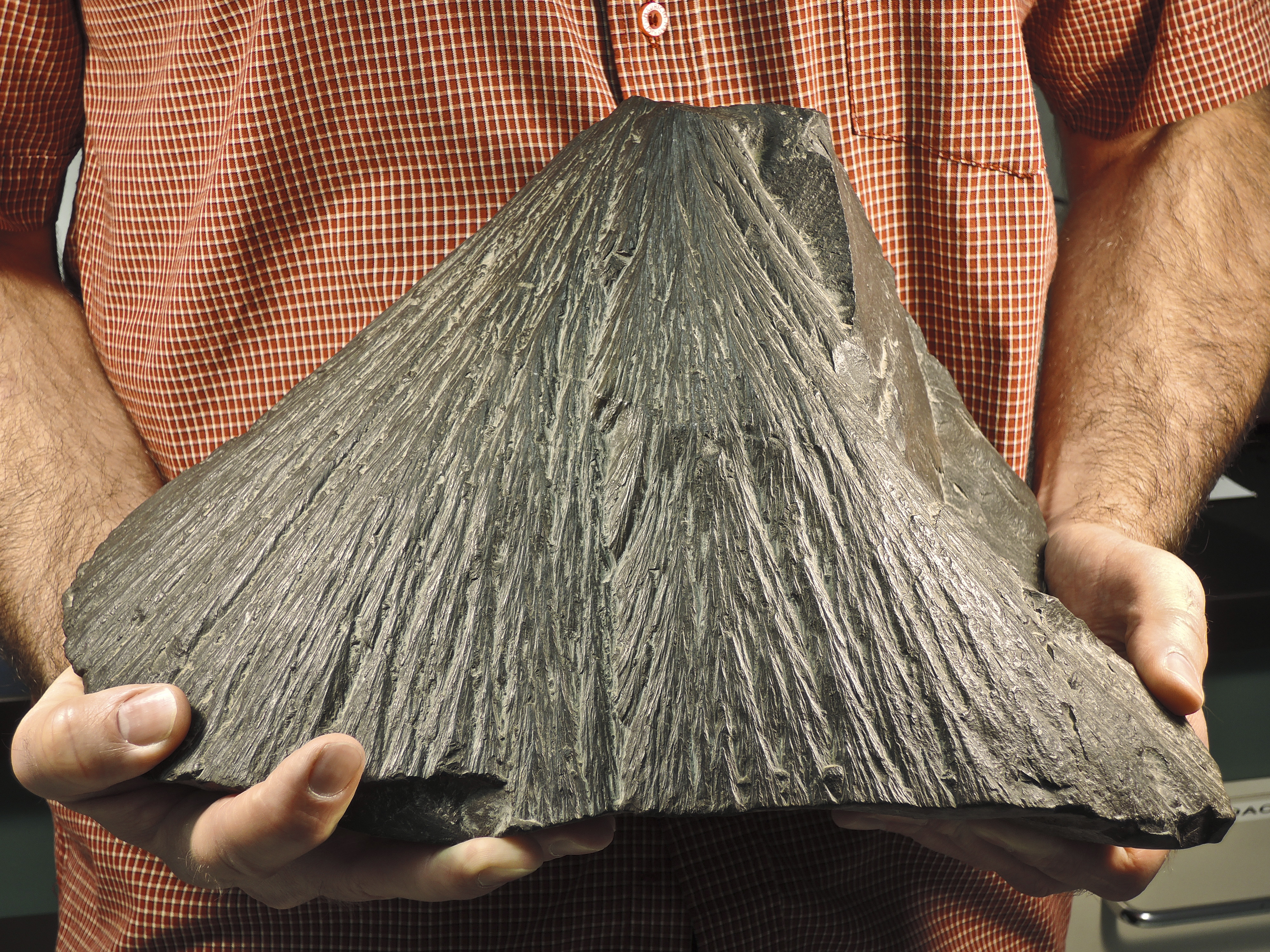
Strahlenkegel aus dem Charlevoix-Krater in Québec, Kanada

Eine gewisse Verwechslungsgefahr besteht mit Strahlenkegeln, die bei Impaktereignissen entstehen. Im Gegensatz zu Strahlenkegeln zeigen die Kegelspitzen der Cone-in-cone-Struktur jedoch nicht nach oben, sondern so gut wie senkrecht nach unten ins Liegende mit Abweichungen von 5 bis 15° von der Vertikalen. Ihre durchhaltenden Striemungen (Striae) verlaufen im Unterschied zu den divergierenden Striemen in Strahlenkegeln parallel.

## Entstehung

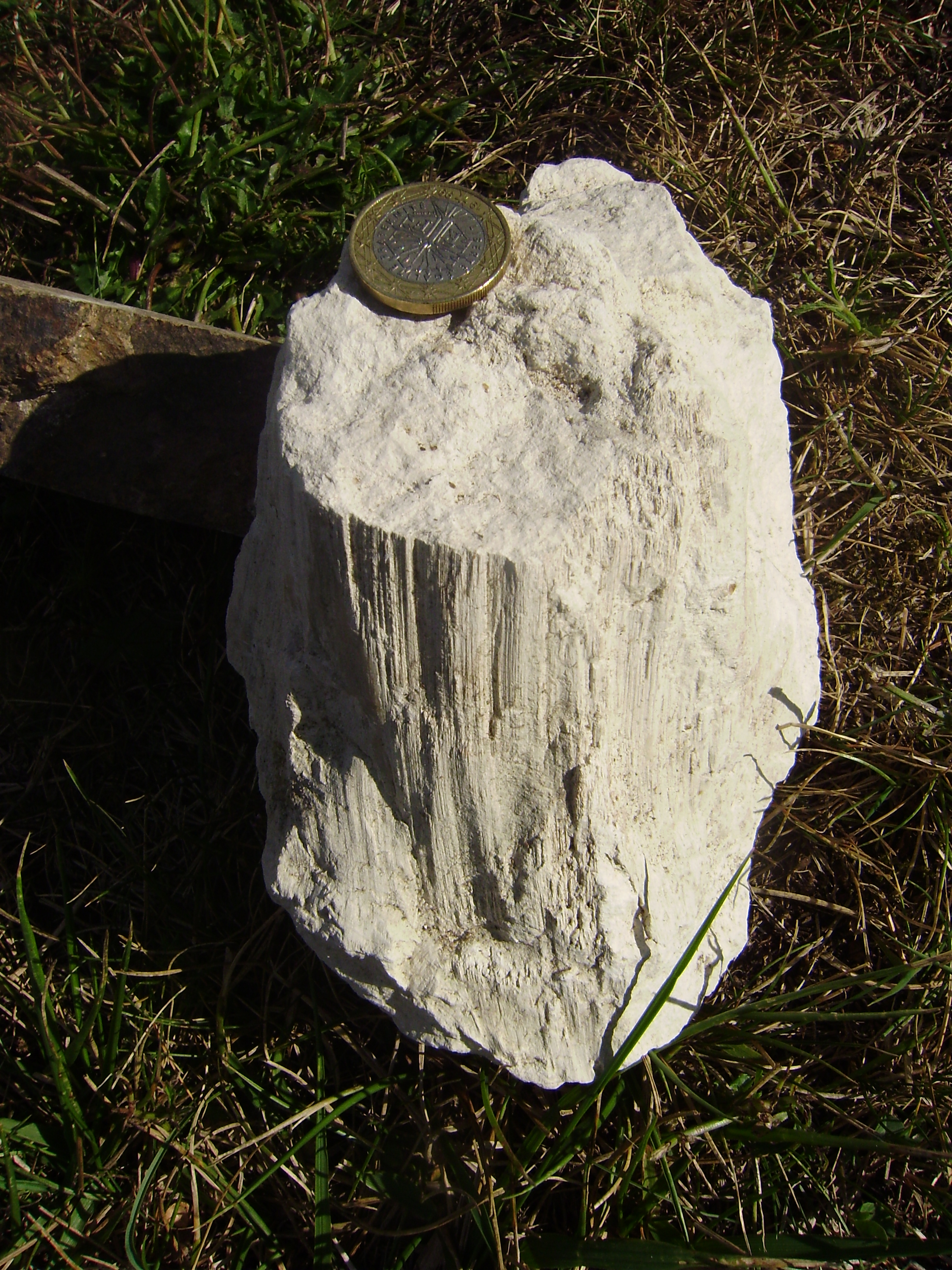
Sehr große Cone-in-cone-Struktur im Kalkmergel des Ligérien, Dordogne, Frankreich

Erklärungen zur Entstehung von Cone-in-cone-Strukturen lassen sich fünf Themenkreisen zuordnen:
- Volumenvergrößerung durch die Umwandlung von Aragonit zu Calcit, wobei die ursprünglichen Aragonitkegel sich auf- und voneinander abspreizen und dadurch das Eindringen von Ton ermöglichen
- Drucklösung im Sediment durch zunehmende Auflast, zurück bleiben unlösbare Tonrestlagen
- Zerbrechen von Mineralaggregaten in Bereichen hohen Auflastdruckes, wobei Risse sich aufgrund des abnehmenden Porendruckes einstellen können
- Bildung im frühdiagenetischen Stadium durch weit ausgreifendes Mineralwachstum – durch das Wachstum der Kristalle entsteht seitwärts ins Sediment gerichteter Druck, es bilden sich kegelförmige Aggregate fibrösen Calcits, die das ursprünglich tonreiche Sediment versetzen, verformen und zu Tonlagen konzentrieren[11]
- Laut Gilman und Metzger bilden sich Cone-in-cone-Strukturen aufgrund des Wachstums von fibrösem Aragonit, der den noch plastischen Ton verdrängt.[12] Diese Deutung ist sehr ähnlich dem im vorhergehenden Punkt aufgeführten Verdrängungsmechanismus (Englisch displacive crystal growth mechanism), der jetzt allgemeine Zustimmung als Erklärungsmodell für Cone-in-cone-Strukturen zu finden scheint.

Es darf davon ausgegangen werden, dass das Kristallwachstum im teilweise verfestigten Sediment einsetzt. Während des Heranwachsens der Cone-in-cone-Struktur benötigt diese dann im Sediment immer mehr Platz und übt somit Druck auf ihre Umgebung aus. Der differentielle Druck ist seinerseits wiederum verantwortlich für die letztliche Kegelgestalt der Struktur, die sich gegen das umgebende Druckgefälle ausbreitet.
Dieser Verdrängungsmechanismus aufgrund des Kristallwachstums lässt vermuten, dass der Hauptanteil der Ausfällung bereits sehr früh und in nicht allzu großer Versenkungstiefe stattgefunden haben dürfte. Abgereicherte 18O-Werte in den Kegelstrukturen lassen aber auch den Schluss zu, dass sie wesentlich später und unter mehreren hundert Metern von Sedimentbedeckung heranwuchsen.

## Fazit
Selbst nach mehr als 200 Jahren gibt es für Cone-in-cone-Strukturen noch immer keine befriedigende, umfassende Erklärung für ihre Entstehung. Dies ist nicht weiter verwunderlich, da die Strukturen sehr unterschiedlich und variabel ausgebildet sein können. Darüber hinaus sind die physikalisch-chemischen Vorgänge im frisch abgelagerten Sediment bis hin zur diagenetischen Kompaktion sehr vielseitig und komplexer Natur. Die Strukturen entstehen wahrscheinlich durch ein Zusammenspiel folgender Faktoren:
- Chemismus des Sediments und des umgebenden Meerwassers
- Temperaturbedingungen
- Hydroplastisches Verhalten unter Berücksichtigung von Porenwasser- und Auflastdruck (Drucklösung)
- Tektonischer Einfluss (Rissbildung, Versätze, Stylolilithisierung)

Einen interessanten neuen Ansatz liefert Kolokol'tsev (2002), der auf Ilya Prigogines Theorie der Selbstorganisation beruht. Demzufolge sind Cone-in-cone-Strukturen dissipative Strukturen, die sich spontan unter einem Temperaturgradienten auf Kosten eines Wärme- und Massentransfers einstellen. Streng genommen ist dies eine metasomatische Hypothese basierend auf konvektivem Flüssigkeitsaustausch.

## Beispiele
Beispiele für Cone-in-cone-Strukturen finden sich an folgenden Örtlichkeiten:
- Algerien:
  - Constantine – Kreide
- Argentinien:
  - Mittleres Ordovizium
- Belgien:
  - Bastogne – Pragium (Unteres Siegenium)
  - Morhet (Ardennen) – Pragium (Siegenium)
  - Saint-Mard – Toarcium
  - Sart-Bernard bei Namur – Unteres Ordovizium (Arenigium)
  - Statte bei Namur – Silurium
- Bolivien:
  - Ordovizium
- Deutschland:
  - Emsland – Ölfeld von Dalum – Unterkreide (Wealden)
  - Nagelkalke
    - Degerloch – Lias
    - Ostwestfalentunnel bei Bielefeld – Lias
    - Posidonienschiefer – Lias ε – Toarcium

  - Tutenmergel im Ruhrkarbon
- England:
  - Bath – Oolithkalke des Doggers
  - Dorset – Lias
  - Staffordshire
- Frankreich:
  - Lothringen – Nagelkalke der Trias und des Jura
  - Montagne Noire – Unterordovizium (Arenigium)
  - Ligérien des Aquitanischen Beckens – Oberkreide
- Kanada:
  - Nova Scotia, Cape Breton Island – Horton Group – Oberkarbon
- Marokko:
  - Erfoud – Merdani-Formation – Unterkarbon (Viseum)[13]
- Norwegen:
  - Svalbard, Edgeøya – Obere Trias
- Polen:
  - Gogolin-Formation – Mitteltrias
- Russland:
  - Karaganda-Becken – Mergel des Karbons
  - Krim – Flysch der Trias
  - Perm des westlichen Uralvorlandes und Westsibiriens (Silte)
  - Riphäum
  - Sibirien – Mergel des Silurs in Ostsibirien
  - Tien Shan – Schiefertone des Kambriums
- Schottland:
  - East Kilbride, Rutherglen – Karbon
- Schweden:
  - Schonen, Görarp – Tutenmergel
- Spanien:
  - Baskisch-Kantabrisches Becken – Oberkreide
- Taiwan:
  - Kaohsiung – Miozän
- Trinidad und Tobago:
  - Cruse-Formation
- Vereinigte Staaten:
  - Indiana – Staunton-Formation und Linton-Formation des Unterkarbons[14]
  - Kansas:
    - Kiowa-Formation der Unterkreide
    - Perm

  - Montana – Switchback Shale – Mittelkambrium
  - New York – Canadaway-Formation – Oberdevon
  - Ohio, Erie County – Ohio Shale
  - Oklahoma – Ten-Mile-Creek-Formation – Oberkarbon
  - Pennsylvania:
    - Conneaut Group, Girard – Oberdevon
    - North East – Devon

  - Utah – Deseret – Mittelkambrium
  - West Virginia